# Гифу (град)
Гифу е град и административен център на префектура Гифу в Централна Япония. Населението му е 402 537 жители (по приблизителна оценка към октомври 2018 г.). Общата му площ е 202,89 кв. км. Намира се в часова зона UTC+9. Има директна връзка с летище, което му позволява да провежда международни прояви. Градът също е на маршрута на най-натоварената жп линия в страната, която го свързва с основен японски град – Нагоя.

## Побратимени градове
- Кампинас (Бразилия)
- Майдлинг (окръг на Виена, Австрия)
- Синсинати (САЩ)
- Тъндър Бей (Канада)
- Флоренция (Италия)